# Галос (дем Ретимно)
Га̀лос (на гръцки: Γάλλος) е село в Република Гърция, разположено на остров Крит, дем Ретимно. Галос е отдалечено на три километра южно от град Ретимно и има население от 430 души.

## Личности
Родени в Галос
- Евангелос Франгядакис (1869 – 1951), гръцки революционер